# Semión Kolobáyev
Semión Kolobáyev –en ruso, Семён Колобаев– (Moscú, URSS, 22 de agosto de 1976) es un deportista ruso que compitió en luge. Ganó una medalla de bronce en el Campeonato Europeo de Luge de 1996, en la prueba doble.

## Palmarés internacional
| Campeonato Europeo | Campeonato Europeo | Campeonato Europeo | Campeonato Europeo |
| Año                | Lugar              | Medalla            | Prueba             |
| ------------------ | ------------------ | ------------------ | ------------------ |
| 1996               | Sigulda (Letonia)  | Medalla de bronce  | Doble              |